# Petr Mrkývka
Petr Mrkývka (ur. 17 stycznia 1964 w Brnie) – czeski prawnik i wykładowca, od 1998 konsul honorowy RP w Brnie.

## Życiorys
Po ukończeniu gimnazjum UNESCO w Brnie studiował na Wydziale Prawa Uniwersytetu Jana Evangelisty Purkyně w Brnie (UJEP; absolwent w 1987). W 1996 uzyskał stopień doktora na tejże uczelni przemianowanej na Uniwersytet Masaryka (MU). Odbył staże naukowe na Uniwersytecie Wrocławskim (1998), Uniwersytet Adama Mickiewicza (1999) oraz Uniwersytecie w Białymstoku (2006–2009).
W latach 1987–1988 odbył służbę wojskową w wojsku czechosłowackim. Od 1991 pracował jako wykładowca akademicki Uniwersytetu Masaryka (MU), następnie również jako adwokat. Obecnie jest pracownikiem Katedry Prawa Finansowego i Gospodarki Narodowej Wydziału Prawa Uniwersytetu Masaryka w Brnie. Od 2001 pełni funkcję prodziekana Wydziału.
Jest autorem licznych prac i artykułów naukowych. Zasiada w radach naukowych czasopism „Białostockie Studia Prawnicze” (Wydział Prawa Uniwersytetu w Białymstoku) oraz „Jurisprudencija” (Uniwersytet Michała Römera). Specjalizuje się w prawie finansowym.
Od 1998 sprawuje funkcję konsula honorowego RP w Brnie. Jest członkiem Rady Programowej Forum Polsko-Czeskiego.
Żonaty, ma dwoje dzieci.
Odznaczony Krzyżem Kawalerskim Orderu Zasługi Rzeczypospolitej Polskiej (2004), Odznaką Honorową „Bene Merito” (2019) oraz Medalem „Zasłużony dla Nauki Polskiej Sapientia et Veritas” (2023).